# Cosmoconus japonicus
Cosmoconus japonicus är en stekelart som beskrevs av Dmitriy R. Kasparyan 1999. Cosmoconus japonicus ingår i släktet Cosmoconus och familjen brokparasitsteklar. Inga underarter finns listade i Catalogue of Life.